# 宙のまにまに
『宙のまにまに』（そらのまにまに）は、柏原麻実による日本の漫画作品。漫画雑誌『月刊アフタヌーン』（講談社）にて連載された。略称は「宙まに」または「まにまに」。

## 概要
講談社の『月刊アフタヌーン』2005年11月号より2011年8月号まで連載。本編とは別に、2011年9月号で番外編となる「青春の光（マボロシ）編」を掲載。
コミックスは2006年6月23日にアフタヌーンKCより第1巻を刊行した後、2011年9月において第10巻まで刊行された。
2009年7月7日よりテレビアニメが放送開始。また、それに関連して同年6月よりインターネットラジオも配信された。
なお原作者の柏原曰く「作品のタイトル決めには苦労した」とのことで、もし『宙のまにまに』が思いつかなかったら『ときめき☆星空グラフィティ!』などといったタイトルになっていたという。
初めは、女の子がほとんど出ない地味な天文部を舞台にした学園漫画を描こうとしていた。それとは別に星を見る女の子の話も考えていて、実はその2つをミックスさせてできたのが本作だという。
尚、"まにまに"とは、"随に"と書き、自己以外の他者や環境が自分に及ぼす影響に身を委ねる様を表す。

## あらすじ
主人公・大八木朔は、かつて暮らしていた町に引っ越してきた高校生。朔は読書好きで、静かで平凡な学園生活を望んでいた。しかしそんな朔の前に現れたのは、過去にこの町に住んでいた時の幼馴染・明野美星。朔にとって美星との過去はトラウマになっていた。そんな中、朔は美星が作った天文部に入ることになった。

## 登場人物
解説文中の学年は初期のもの。第31話（単行本5巻収録）より学年が1年上がる。

### 天文部
大八木 朔（おおやぎ さく）
声 - 前野智昭（子供：早見沙織）
本作の主人公。高校1年生（初登場時）。父親が単身赴任のため、母親と2人暮らし。小杉野市在住。文学、読書が好きである。美星とは幼馴染。かつて美星の事を「みーちゃん」と呼んでおり、現在でもテンパった時や心の中で「みーちゃん」と呼ぶ事がある。
小さい頃から父親の転勤で各地を転々としており、そのとき美星と出会っていた。その際、木から落ちた美星を助けようとして腕を骨折しており、かつ直後の転勤に美星が見送りに来なかったことが朔のトラウマとなる。高校で再会した際は、そのトラウマから美星を拒絶するが、後に誤解が解け、天文部に入部する。元々は目立たずなめられずのポジションを保とうとしていたが、美星によって学年で最も目立つ存在となってしまった。
文化祭前、望と美星との関係に対する嫉妬（恋愛的なものではない）から、天文部（というより美星）と距離を置くような態度を取るが、望、姫、文江の助言により、それを乗り越えていく。
星に関してはさほど興味を持っていなかったが、天文部での活動を通じて徐々に星への興味を持つようになる。
校内・校外のどちらでも女子に人気があるが、本人は恋愛に興味を示しておらず、姫の想いにも全く気づいていない。なお、同級生を始めとする学校の生徒からは、美星と付き合っていると誤解されている。
受験に向かう途中に姫の髪が絡まった一件は覚えていたが、姫がその時の女の子だと修学旅行中に姫に言われるまで気付いていなかったため「芸能人とか顔をちゃんと認識する前に髪型とか変わると、すぐにわからなくなるタイプ」と指摘される。
文江との関わりもあって、小説家を目指して執筆活動を行なっている。
名前の「朔」は、両親がファンである萩原朔太郎から取られた。ちなみに「朔」には月齢0、新月の意味もある。
8月15日生まれの獅子座。
美星と小夜から3代目部長に任命され就任した。
明野 美星（あけの みほし）
声 - 伊藤かな恵
本作のヒロインで、朔の幼馴染。高校2年生（初登場時）で、朔より1つ年上。小杉野市在住。天真爛漫な性格で、幼少時代に朔を連れ回した破天荒なアウトドア派。特に父親の影響により、星をたくさんの人と見るのが好きで、天文部でも活発な活動を見せる（逆に梅雨などの理由で、連日星が見られないだけで衰弱する）。いつかは星見ツアーを開くのが夢。星のことを考えると暴走する傾向があり、学校の屋上から拡声器を片手に部員勧誘をしたり、他の部の備品を勝手に拝借して勧誘ベースを作ったこともある。朔を「朔ちゃん」と呼び慕っており、無邪気に抱きついたり、誤解を招くニュアンスでの発言、男子風呂を覗くなどして、度々朔を困らせている。朔に好意を寄せているようだが、自覚しておらず、その感情が自分でも分からず混乱している。
小柄、童顔で、高校で再会した朔からは「変わらなさすぎ」と思われた。小学生の頃、木から落ちた際に足を骨折しており、そのため朔の見送りに行くことができなかった。そのことを朔が知らなかった（聞こうとしなかった）ため、再会した時は朔から拒絶されたが、誤解が解けた後は和解した。
昔からトラブルメーカーだったらしく、文江からは敵対視されている。
掃除が得意で、夏合宿の宿泊所であった蒼流館（廃墟同然で汚れまくっていた）を短時間でピカピカにした。
星の位置を超感覚的に把握することができる「人間星座早見」の能力を持つ。そのため、高見女子もえガールズに「星見ちゃん」と命名された。
健康の卒業により、天文部の部長に就任する。
勉強は自分の好きな科目しか勉強しないため、理系科目（数学、物理）はすこぶるよく、逆に文系科目（国語、英語、社会）はすこぶる悪い。
父親が教授をしていた国立のT大理学部に進学を希望。見事合格した。
大学入学後も授業がない日などは蒼栄高校に来て天文部へ入り浸っている模様。
矢来 小夜（やらい さよ）
声 - 早見沙織
美星と同級生で、小学校からの親友。星が好きになったのも、美星の影響である。小杉野市在住。第31話で天文部副部長に就任。実家がお寺で、檀家さんや近所の子供に非常に慕われている。住職である父親（声 - 大川透）に溺愛されており、一人娘ということもあって、嫁に行くことは許されていない（婿を取れと言われている）。傍にいる男が「長男」だと問答無用で排除しようとする父親への対応に苦慮している。
暴走する美星のお目付役と自他共に認知されており、小中高と同じクラスである（小夜曰く、学校が上がっても情報が伝わっていたらしいとのこと）。小学生の頃はショートカットで活発だったが、高校ではロングでおとなしめである。美人で、朔のクラスでも美人先輩と認識されており、望からも「5年経ったら口説いていいか」と言われる（小夜はにこやかに拒否していた）。写真部の真下を始め、ファンが多い。
着やせするタイプらしく、合宿の際の水着姿は、そこにいた男性すべてから注目され、姫に敗北感を味わわせた。
誕生日は明かされていないが、射手座とのこと。
家の事情もあり、美星とは違うK山大に進学を希望して、合格した。
蒔田 姫（まきた ひめ）
声 - 戸松遥
朔のクラスメイト（2年時は朔と別クラスとなる）。張川市在住。朔に強い好意を寄せている。髪が天然パーマであり、そのせいで小学校の時「ドリフ」というあだ名を付けられてしまった。そのあだ名からの脱却のため、環境を変えるという名目で私立中学校に進学した。朔をめぐる恋のライバルである美星を「年増センパイ」と呼んでいる。
朔とは高校の入学試験の日、バスで乗り合わせた時に会ったのが初めてで、その際、トラウマである髪を「きれいだ」と言われて、好意を感じる。入学後は美星と付き合っていると思っていたが、そうでないことが分かると、朔により近づくため天文部に入部する。星には最初全く興味がなかったが、美星らの影響で興味を持つようになった。
美星とは常に張り合っているが、当の美星はそう言った意識がないため、空回りが多い。周囲からはかわいいと思われているが、髪のトラウマから恋愛には奥手で、何度か朔に想いを伝えようとしたが、その度に邪魔が入っており、告白できないでいる。それ以外にも恋愛関係は経験不足なことが多く、武佐にアプローチされた際も、誤解から武佐を叩きのめしてしまう。その際に「箱入りドリフ」の文字が記入されていた。勿論武佐に対して恋愛感情はない（むしろ嫌いなタイプである）。
朔の女性関係には敏感で、そのたびにおろおろしている。朔と接触しようとして、美星の妨害を「年増障害」、琴塚の妨害を「熟女障害」と呼んでいる。
非常に不器用。料理が下手で、月見の際の団子をまともに作れず、鍋の際に椎茸を下ごしらえする時には怪我をしていた。バレンタインチョコも、真由・エミリから「どーやったらチョコをこんな不味くできるの！？」と評されたほど。裁縫も苦手で、朔のために縫った浴衣はほとんどあいこに直してもらっていた。
髪は湿気に敏感で、たびたび髪を手で掴んでいるところが見られている。姉には天気予報に用いられていた（姉曰く1〜3ドリフの段階がある）。
女子の中では長身の方だが、身長の割に顔が小さく、モデル体型。
作者のアシスタントの中で一番人気とのこと。そのためか、最初にキャラクター紹介のページが設けられた。
10月生まれ、さそり座。
美星と小夜から3代目副部長に任命され就任した。
江戸川 正志（えどがわ まさし）
声 - 高木礼子
朔のクラスメイト。小平市在住（最寄駅は原平と小平の間）。正式には写真部（文化部のかけもちは禁止）だが、美星と小夜目当てで天文部に入り浸り、それを歓迎されているため、周囲からは天文部員と見られている。写真部に入った理由は、月に一度の水着撮影会。
夏合宿では天体写真の撮り方を天文部員にレクチャーする他、写真の知識や機材で大きく貢献している。
前述の通り正式な部員ではなく、悪ノリが過ぎて姫からは容赦なくハリセンで叩かれるなど厳しい扱いを受ける事も多いが、写真や天文に対する熱意は本物で、小杉野市ニコニコフォトコンテスト優勝のためはるきとともに真剣に星景写真を撮影する兄の姿を見たみくに対して、その姫から「ヘンな奴だけど大事な仲間の一人」と紹介されるように、天文部の面々からは名誉部員として欠かせない存在となっている。
明るくポジティブな考えを持っており、朔にそのことを羨ましがられた。
お姉さん好きで、年下嫌い。これは妹にことあるごとに嫌われていると思っているからである。
写真部から機材を借りる際は、女子生徒の写真を納めることが条件のようである。
文化祭の時にもプラネタリウム作製に尽力した。写真部ではモデル（セミヌード）を務めたが、その姿を見て激怒した妹に蹴られ、ほとんど気絶していた。
写真部の部長の座をかけたフォトコンテストの結果、写真部副部長に就任した。
路万 健康（ろま たけやす）
声 - 間島淳司
天文部部長（初登場時）で、美星や小夜より1学年上。小平市在住（最寄駅は西平）通称「ろまん部長」。非常に病弱であり、登場当初からことあるごとに吐血し、鉄剤をたびたび投与されている。天文部部室の仮眠ベッドも、彼の養生用となっていた時期がある。
長らく「路万」としか表記されなかったが、単行本第5巻のおまけ「路万んちっく、まにまに〜卒業〜」においてフルネームが明かされた。
天文に関しては並々ならぬ情熱を持ち、美星とともに暴走することもある。神話から入ったため、秋の星座が特に好き。
ラジオの気象通報を聞いて天気図を描くことができる（美星・小夜も同じく天気図が描ける）。
以前、科学館の天文クラブであゆみと知り合うが、忘れていた。周囲からはあゆみとの関係を気にされることがあるが、本人は恋愛に関しては極めて鈍い。
天文部の部長を美星に譲り、蒼栄高校を卒業した後は、あゆみと同じ大学（文系）に進学する。大学でも、あゆみとともに天文サークル「満天会」に所属する。あゆみは健康が女性にモテると思っている模様。
日佐壁 笑（おさかべ えみ）
蒼栄高校普通科1年。朔が2年になったときの新入部員。
尊敬している兄が蒼栄高校地学部のOBであった影響で、石好きになる。蒼栄高校天文部の「石猛者」として、マイペースに活動中。
地学部に入部しようと考えていたが、健康が引き継いだ際、天文部に移行していたため、一時は入部を拒否していた。その後、美星に「星のことを好きになってもらえるようがんばる」と説得され、入部した。
おかっぱ頭で表情の変化に乏しく、小学生の頃は「妖怪笑わないオバケ」と呼ばれていた。マイペースで何事にも動じないように見えるが、車酔いやコーラで酔っぱらうなど、弱点もある。姫からは「おかめちゃん」と呼ばれ、遊び道具にされる事もあるが、本人は全く気にしていない（気付いていない）。
地学全般に精通しているため、天文についての知識もある。お姉さんぶりたい姫よりも知識は遥かに上のため、姫の知識自慢をよく返り討ちにしている。
動物たちと無言のコミュニケーションを取る能力があるらしい。
普段から石をスケッチしているため、スケッチ能力が高い。
藤村 はるき（ふじむら はるき）
蒼栄高校普通科1年。朔が2年になった時の新入部員。張川市在住。
眼が大きく、幼い顔つき。真面目で純情な、ごく普通の少年。朔によく懐いている。天文についてはまだ初心者。
入学前に文化祭でプラネタリウムを見たときから天文部に興味があったが、美星の引き起こしたトラブルを目撃し、一時入部を見送る。その後、晴れて入部している。
いわゆる「ショタ系」のカワイイ弟風なキャラであり、正志からはお姉さんキャラを横取りする邪魔者としていじめられていたが、「センパイ」と呼んだことにより、態度が軟化した。
正志と共に天体写真に取り組んでいる模様で、54話の小杉野市ニコニコフォトコンテストでは蒼栄高校写真部の面々を抑えて最優秀賞を受賞した。
草間 望（そうま のぞむ）
声 - 松風雅也
天文部顧問で世界史教師、朔のクラスの担任。30歳、独身。美星には「草兄ィ」と呼ばれている。2巻2学期から吉川先生に代わって赴任してきた。
学生時代から世界中を放浪しており、蒼栄高校赴任前は外国でボランティアをしていた。
自動車の運転免許は所持しているが、帰国したばかりで車は持っておらず、14話の文化祭出し物用資材の買出しに車を出すと言いつつ、出してきたのはリヤカーだった。
35話でキャシー・レヴィー彗星観測のため山の中駐車場へ向かう際にはレンタカーを利用したが、日本での運転が久し振りだったため、日本の車線がとっさに左右どちらか分からないほど道路交通法の知識が怪しくなっており、同乗した朔たちに恐怖を味わわせた。
恩師の娘である美星と親しく、昔は小夜を含めた3人で遊んでいるところを通報されたこともある。美星に慣れているのか、彼女の大胆な行動にも動じない。仲が良いことから、朔には美星と恋人のような関係だと密かに思われていたが、あくまで保護者的な立ち位置であり、美星の朔に対する感情を考慮している一面を持つ。
骨折して松葉杖をついていた頃に出会った小さい頃の美星が、天使の羽の付いたバッグを背負っていた事から、今でも美星の事を「天使ちゃん」と形容する事がある。
朔の名前に新月としての意味があるのとは対照に、「望」は「満月」の意味を持つ。
出身大学が明確にされていなかったが、連載誌上にて「日本の最高学府」である事が明かされた。その後、国立のT大であることが判明した。
師岡 伸二（もろおか しんじ）
声 - 高岡瓶々
文芸部の正顧問で、天文部の副顧問。天文部に関しては、名だけの副顧問で、部員の面倒を全く見ていない。人当たりは良さそうに見えるが、事なかれ主義で、野木城高校天文部からの連絡も取り次いでいなかった。

### 生徒会
琴塚 文江（ことづか ふみえ）
声 - 小清水亜美
生徒会長。通称「フーミン」（名付けたのは美星。本人は、フーミンと呼ばれることを嫌っている。その理由は、その昔フーミンという愛称を持つ巨乳のグラビアアイドルがいたため）。高校2年生。1巻から見て前年に、1年生でありながらも生徒会長に当選。その仕事ぶりが完璧すぎたため、次の立候補者が現れず、2期連続で生徒会長を務めることになった。
性格はまじめ。朔を「明野の男」と呼んでいる。美星・小夜とは同じ小学校・中学校出身である。また美星を敵視していて、何かとつっかかってくる。
文芸部員でもあり、部長は別にいるが、実質的に文芸部を取り仕切っている。
朔とは本が好きなところから共通するものを感じており、夏休みの合宿で男に絡まれたところを朔に助けられ（実際には朔は助けようとしたが、転んで相手の手にぶつかっただけ）てから意識をするようになる。朔からは話しやすいとたびたび相談をされる。本人もまんざらではないようで、朔のことをたびたび気にかけるそぶりを見せ、助けてもいる。
文化祭では、文芸部の作品の作成に誘うなどしている。
眼鏡をかけている。視力は非常に悪く、眼鏡が割れたり外した時は周りの人間と見間違って胸像や電柱、人形に話しかけるのがお約束。
巨乳。本作の女性キャラの中で、唯一「胸の下にトーン（影を表現）が要る」ほど。中学生の頃から自覚し始めた。
36話において金魚すくいの超絶テクニックを披露。浴衣姿の魅力と相まって「金魚小町」のあだ名を付けられた（本人はこの呼び名も嫌っている）。
成績は極めて優秀で、将来は女弁護士か高級官僚かと周囲からは国立のT大学法学部への進学を強く勧められたが、本人は固辞した。そして第一志望の(同じT大学の)文学部に進学した。
原口（はらぐち）
声 - 寺島拓篤
生徒会書記で、文江の助手的存在。文江とは同学年だが、まるで後輩か部下の様な態度で接せられており、げっそりした顔や涙目をしていることも多い。
美星・小夜と同じクラスで、ワンゲル部。文化祭では、クラスのロッテンマイヤー喫茶で、女子に混じり、ロッテンマイヤーの格好をした。
文江と共に、2期連続で生徒会役員を務めている模様。
森 あおい (もり あおい)
2年生で次期生徒会長。前役職は会計で、6巻や7巻にモブキャラとして登場している。文江に憧れている。
原口に好意を持っている描写があり、10巻のおまけカットでは原口のネクタイ（蒼栄高校では第二ボタンの代わりにネクタイをもらう）をもらえず残念がっていた。
桜千家 百合子 (さくらせんけ ゆりこ)
1年生で次期副会長。かわいい系が好きなユリのようである。しかし、文江は別格らしい。あおいの発言から、原口を敵視している模様。
レイモンド＝佐藤 (レイモンド＝さとう)
2年生で次期生徒会書記。「自分で言うのもなんだが、賢い」とのこと。

### 朔の同級生（元A1-2組の人々）
真由（まゆ）・エミリ
声 - 渕上舞（真由）、寿美菜子（エミリ）
姫の親友。ショートヘアの方が真由。ポニーテールの方がエミリ。恋に奥手な姫の背中を押す、というより突き飛ばしてはからかって楽しんでいる。だが、姫の恋は真剣に応援している。姫が余りにも不甲斐ない態度を取った時には、鉄拳制裁を行った。
いつも2人一緒に行動し、同じ意見を主張することが多い。しかし、野木城イケメン4人組登場への反応は、エミリは好意的で、真由は（姫と同様に）嫌悪と反応が正反対になった。
安達（あだち）くん
出席番号1番。アフロヘアーが特徴。
高梨 ゆかり（たかなし ゆかり）
声 - 渕上舞
出席番号24番。朔の事が好き。姫の機先を制して朔にアプローチを行なったことがある。
的場 洋子（まとば ようこ）
声 - 寿美菜子
出席番号29番。ゆかりの友人で、朔へのアプローチを応援している。6話の描写では、背が高いことがコンプレックスになっているようである。
西本 ハルヒコ（にしもと ハルヒコ）
髪を切ったらかっこよくなった男子。その騒ぎに便乗して存在を消そうとした朔だったが、結局は学年で誰よりもワイドショーな男ということは変わらなかった。通称「白もこみち」。
夏休み中に日焼けし、休み明けには本物のもこみちそっくりになり、女子生徒の注目を浴びた。
36話の七夕時は朔たちのグループにいたが、49話・51話の修学旅行時は彼女ができたため、朔たちとは別行動だった。
瀬川 勇二（せがわ ゆうじ）
声 - 小田久史
出席番号9番。男ちょんまげ。文化祭のクラスの出し物に「おばけやしき」を主張、あいこと激論を繰り広げる。
文化祭最終日より、あいことの交際を開始。その事実が発覚した瞬間、あいこファンの男子が手にした上着を床に叩きつける音が一斉に響き渡った。
和下 あいこ（わした あいこ）
声 - 豊崎愛生
出席番号36番。おさいほう部。
「これだけはゆずれない」と文化祭のクラスの出し物に「かわいい服で喫茶店」を主張、勇二と激論を繰り広げる。しかし最終的に出し物が「おばけやしき」に決定すると、全てのおばけ衣装のデザイン&ソーイングを一手に引き受けた。更に、後夜祭での感極まっての涙でクラス男子のハートを鷲づかみにした。
なお、19話扉絵・メインキャラクターの星座コスプレ、および単行本6-9巻本体表紙の「全天88星座紹介」の衣装協力も行なっている。
43話、お楽しみ会の劇衣装、55-57話、予備校のため不参加の美星・小夜の代わりに登場した美星たん＆小夜たんマペットもあいこの作。
あずきとぎ
坊主頭の男子。本名不詳。「あずきとぎ」は文化祭のクラス出し物の役名で、それがあだ名となり、そのまま定着した。36話の七夕まつりでは、額に「小豆」の文字が書かれていた。
佐藤 美由希（さとう みゆき）
ロングヘアーの女子。文化祭において、「貞子」を演じた。普段の印象とは違っていたようで、周囲から「ノリノリ」と評価され、「上ばきをはいた貞子」として人気を博した。
二年の修学旅行で姫と同室になり、寝ぼけた姫に朔と間違われて抱きつかれた。

### その他の生徒、教師
吉成（よしなり）・和泉（いずみ）
声 - 葉山いくみ（吉成）、ささきのぞみ（和泉）
文芸部員の女子2人組。A1-4組。セミロングヘアの方が吉成、ショートヘアの方が和泉。2人ともメガネをかけている。
文芸部の先輩である文江に憧れており、一緒にいることが多い。夏休みの合宿や文化祭などでお世話になったこともあってか、朔に協力的である。朔と美星の2人を『レ・ミゼラブル』の登場人物などに見立てて、妄想して楽しんでいる。
初登場は第9話の夏合宿だが、しばらく「文芸A子とB子」とされ、愚痴を零したこともあった。名前の初出は第16話の文化祭における朔の台詞だったが、この時点ではどちらが吉成・和泉か判然とせず、第24話でようやく明確になった。
真下 正義（ましも まさよし）
写真部部長。12話の時点で既に背景キャラクターとして登場していたが、30話にして名前付きで登場。健康と同じクラスであることも判明した。しかしその時点で既に写真部部長の座を後続に譲っており、元・部長となっていた。
頭に巻いた赤いバンダナは、写真部部長の伝統である。
堤 エリ（つつみ エリ）
朔が1年生の時の文化祭実行委員長。文化祭ではプラネタリウム設営時の騒音に反応し、怒鳴り込んで来た。文化祭終了後の30話に、名前付きで登場。健康と同じクラスであることも判明した。
矢田 照巳（やだ てるみ）
朔が1年生の時の文化祭実行副委員長。文化祭では背景キャラクター的な登場であったが、文化祭終了後の30話に、名前付きで登場。健康と同じクラスであることも判明した。
知花 さくら（ちばな さくら）
朔が2年生の時の文化祭実行委員長。委員になったのは内申目当てで、きっちりぱっきり仕事はするけど事なかれ主義的な対応で、天文部の文化祭における観望会の発案を却下した。
成田 育男（なりた いくお）
朔が2年生の時の文化祭実行副委員長。委員になった動機はさくらと同じで、事なかれ主義的な対応は変わらなかった。
遠藤（えんどう）
美星・小夜のクラスメイトでイベント命の女子。通称「遠藤ちゃん」。文化祭のクラス実行委員を務めた。修学旅行では「天文部的最上級」のために美星の夜の抜け出しの手伝いをし、美星に携帯電話を貸した。
校長
声 - 塚田正昭
名前は不明。校庭に銅像がある。生徒会の書類への承認印が自画像となっている。天文部の存在は知らなかったが、昔、卓上プラネタリウムを作った事があり、文化祭にて懐かしんだ。
池田 免（いけだ めん）
美星・小夜が2年生の時、北海道に修学旅行へ行った際に登場した3組の担任教師。「ロボ」の通称を持つ、頑強な肉体の持ち主。美星たちの夜の抜け出しを阻止しようとした見回り陣が、翌朝に軒並みダメージを受けている中、一人平然としていた。ドM。
次原 章一（つぐはら しょういち）
普通科1-5組。文化祭終了後にある後夜祭の準備や観望会の作業をしている姫の姿を見て、姫のことが好きになる。そのことを姫に告白するも、姫の朔に対する思いは変わらず、振られてしまう。その後、姫のことについて相談していたクラスメイトの池田という女子と仲良くなり、付き合っている。姫からは「早っ」と言われた。
矢鹿 竜二（やしか りゅうじ）
前部長の真下から赤いバンダナを託された新写真部部長。既に31話で顔だけ登場し、54話で名前付きで登場。3年生（朔たちは2年生）になり、2学期も終わる頃に赤いバンダナを後続に託すことを決め、フォトコンテスト優勝を条件とした。
底仁 板乃（そこに いたの）
赤いバンダナ継承のためのフォトコンテストの結果、新写真部部長となった男子生徒。名前のとおり、影が薄いようである。また相当ムッツリらしい。

### チーム ニュームーン
朔が2年生の時の文化祭で、演劇部や軽音部などの強豪部によって、ステージが足りないことを理由に結成された、前夜祭実行チーム改め後夜祭チーム。天文部を始め、マッスルマニア部、英語研究部、合唱部Bチームなどの弱小部が中心。朔が言いだしっぺのため、文江から番長（チーム代表）を任される。台風のせいで特設ステージが壊れ、前夜祭は中止になるも、朔やメンバーの強い思いから、後夜祭として開かれた。チーム名の「ニュームーン」は、番長である朔の名前（朔=新月=New moon）から来ている。
正田（しょうだ）・木村（きむら）
マッスルマニア部員の男子2人組。1年生。リーゼントの方が正田、坊主頭の方が木村。文化祭の一件以来、朔のことを「番長」と呼び慕う。
単行本7巻のおまけまんがでは、「番長マッスル化計画!!」と題して朔に筋肉をつけようとするも、姫たちに止められる。

### 県内高校天文ネットワーク
県内の天文部および天文に関する活動を行っている部活動を繋ぐネットワーク。略して「高天ネット」。定期的に合同観測などを行なっている。

#### 野木城高校
県内でも名門校で天文機材も豊富であり、この学校の天文部が高天ネットの中心となって活動している。最寄駅は西小針。なお、先生（顧問）を除く野木城高校メンバーの名の由来はいずれも近江鉄道に由来している。
近江 あゆみ（おうみ あゆみ）
声 - 沢城みゆき
野木城高校天文部部長。高校3年生（初登場時）。蒼栄高校文化祭で天文部の活動を知り、高天ネットに紹介した張本人。初めは健康に気づかれなかったが、幼い頃に同じ科学館内の天文クラブに所属していた。その際、健康の影響から秋の星座が好きになる。
周囲の視線を集めてしまうほどの美人。目が一重で表情が読みにくい。
三浦半島某ビーチに別荘があり、かなりのお嬢様と思われる描写がある。
当初は朔に好意を持っているかのような態度で姫に警戒感を抱かせたが、実際に好意を持っていたのは「初めて星の見方を教えてくれた人」である健康であった。卒業後は健康と同じ大学（理系）に進学、健康と一緒に天文サークル「満天会」に所属している。
作者コメントによると、初恋を叶えたとのこと。相手が恋愛にとことん鈍い健康だけに、当初こそいささか微妙な関係になってしまっていたが、あゆみのリードもあり、2人の仲は順調に進展している。
健康が力尽きたり吐血したりすると、「嫌な予感」がするようになった。
桜川（さくらがわ）
声 - 伊瀬茉莉也
野木城高校天文部副部長。高校3年生（初登場時）。タレ目・内巻き。一見、落ち着いた雰囲気だが、作者コメントによれば怒るとコワイらしい。
名前の由来は、桜川駅から。
武佐（むさ）
声 - 小野大輔
野木城高校軽音楽部部員（ドラム担当）。高校2年生（初登場時）。合宿や観測会だけに参加するイベント部員であり、正式な天文部員ではない。姫に思いを寄せているが、姫からは拒絶されている。観測会では、襲おうとしたと勘違いされて、姫に叩きのめされた。だがそれにもめげず、アプローチを行っている。（なぜか）笑に語った所によると「結構ホンキ」である。作者コメントによると、コンセプトは男受けしない男子。アシスタントのお気に入りとのこと。
友人3人と組んで野木城高校イケメン4人組、「野木4（のぎフォー）」を結成している。キャラソン発売中、というのは作中ジョーク。
ちなみに大学は推薦でK大に受かったとのこと。
米原（よねはら）
声 - 悠木碧
野木城高校天文部員。八幡と共に広報担当。作業時の愛称は「もちもち子」。炊きたてのお米のようにふっくらもちもち、マイペースな謎キャラ。1人だけスカート丈をたくし上げている。寒くなると下ろす。
美星に対して「生まれてはじめてお姉さん気分」を味わった様だが、美星の方が年上。アニメ第9話では、首に猫のマスコット付きマフラーを巻いている。
八幡 清美（やはた きよみ）
声 - 寿美菜子
野木城高校天文部員。米原と共に広報担当。あだ名は「やはっちゃん」。晴子との会話で、プラネタリアンに憧れているとの発言があった。
宮前の引退後、新部長に就任した。就任して最初の合同観望会ではしっかりと部長職を務めながらも内心は不安がっていたが、朔の言葉でしっかり出来ていたと知って以降は吹っ切れたようで、その次の観望会ではすっかりたくましくなった姿を見せている。
八日市 かなめ（ようかいち かなめ）
声 - 丹沢晃之
野木城高校天文部の天文写真男子ズの1人。一見、高校生には見えない老け顔。そのため、登場の度に「高1（のち高2）」と注釈が入る。市辺の引退後、新副部長に就任した。
京（みやこ）
声 - 吉開清人
野木城高校天文部の天文写真男子ズの1人。眼鏡キャラクター。パソコン片手に、天文写真撮影に情熱を傾ける。
宮前（みやまえ）
声 - 渕上舞
野木城高校天文部員。登場時は背景キャラ扱いだったが、あゆみの卒業後は新部長となった。
市辺と2人で「野木城ウッスィーコンビ」と呼ばれる。
市辺（いちのべ）
声 - 小田久史
野木城高校天文部員。登場時は背景キャラ扱いだったが、桜川の卒業後は新副部長となった。
城南（じょうなん）
野木城高校天文部の男子。こちらも眼鏡キャラクター。
堀森 忠夫（ほりもり ただお）
声 - 宮澤正
野木城高校天文部顧問。46歳。地学ダンディ。

#### 高見女子
“もえ”を基準に星を観、語ることを伝統とする（?）女子校。
川村 秋菜（かわむら あきな）
声 - 高本めぐみ
高見女子天文部員。高校3年生（初登場時）。さゆりと共に「高見もえガールズ」と呼ばれる。「カトリーヌもえ子」のペンネームで「もえるギリシア神話」を執筆している。
冬合宿にて、蒼栄高校天文部に正しい冬装備を「やまねこ座たん」のイラスト入りで解説して送ったが、下半身ナマ足（ナマ毛皮）の厚着の絵がかえって蒼栄高校のみんなを混乱させた。
高校卒業後は推薦で進学した。
秋菜とさゆりはその「もえーっ」と言う言動とは裏腹に、2人共にかなりの星猛者であり、望遠鏡研磨のフーコーテストにはまって、光学系の学部に進学したほどである。
三波 さゆり（みなみ さゆり）
声 - 高垣彩陽
高見女子天文部員。高校3年生（初登場時）。常に秋菜と共に行動する、高見もえガールズ。眼鏡を取ると超美人。苗字の「三波」で呼ばれる。
風呂でもどこでもジュース「なっつん」を手にしている。なお過去の夏合宿では「なっつん」を1人で買いに出かけ、追いかけてきた秋菜とともに濃霧の中でプチ遭難した経験があるが、彼女曰く「波動砲」によって助かったとのこと。冬合宿ではその経験を元に、雪山で遭難して危機に陥った姫と美星を発見した。また、ゆきえに「波動砲」も高見女子天文部の名物にするように提案した。
高校卒業後は秋菜と同じく、推薦で進学した。
杏 ゆきえ（あん ゆきえ）
声 - 花澤香菜
高見女子天文部員。高校2年生（初登場時）。秋菜・さゆり引退後の新部長。ハイテンションの高見もえガールズと比べると引っ込み思案な印象だが、冬合宿での姫の遭難騒動の際にはうろたえるメンバーも多い中、気丈に冷静な判断を行ない、しっかりした所を見せた。
女子高育ちで男性に免疫が無いが、朔に対しては同様本好きで、荷物を持ってもらったり、新部長のプレッシャーに負けそうになっていた所を励まされたりしたことにより好印象を持っており、高見女子の面々には朔のことが好きだと思われている。
翌年の高天ネット夏合宿では、進路に悩む朔の相談に乗る。その際、不可抗力であったとは言え、周囲に2人の仲を誤解されるような行動を取ってしまい、記録係である野木城の米原の煽りなどもあって、問題となってしまった（後に無事誤解は解ける）。朔とはお互いがんばろうと握手をした。
京都にあるS大学の教育学部に進学が決まっており、理科の先生を目指している。
相沢 奈々（あいざわ なな）
声 - 戸塚利絵
高見女子天文部員。長身とボーイッシュな短髪が特徴。ゆきえのフォローを行っている。
磯山 百合子（いそやま ゆりこ）
声 - 葉山いくみ
高見女子天文部員。眼鏡をかけており、髪は編んでいる。ゆきえの引退後、新副部長に就任した。
中川 仁美（なかがわ ひとみ）
高見女子天文部員。女子好きなのか、よく仲間と腕を組んだり抱き付いたりしている。小夜のことを「お姉さま」と呼ぶ。
川村 純（かわむら じゅん）
高見女子天文部員。そばかすと目が隠れそうになる前髪が特徴。
白鳥 翔子（しらとり しょうこ）
声 - 渕上舞
高見女子天文部員。肩までのセミロング。ゆきえの引退後、新部長に就任した。
秋山 さやか（あきやま さやか）
声 - 寿美菜子
高見女子天文部員。ショートカット。
佐々木 あやか（ささき あやか）・小松 のぞみ（こまつ のぞみ）
秋菜・さゆり引退後に入部した1年生。そのテンションは、高見もえガールズを彷彿とさせる。
酒井 てる子（さかい てるこ）
声 - 斎賀みつき
高見女子天文部顧問。3ピー歳。眼鏡をかけた女性教諭。独身。涙もろい。
望に気がある模様だったが、晴子と望が一緒の姿を見て何も始まらないうちから身を引く。その後、なぜか野木城の地学ダンディ・堀森忠夫と良い仲に。
特製甘酒は、同校冬合宿の名物である。

#### 松子東
共学校なのに女子部員がいないため、冴えない学校と思われがちだが、鏡面研磨の鬼が揃っており、望遠鏡研磨に情熱を掛けている。
普段と研磨時で部員のキャラクターが極端に違う。顧問も登場せず、放任になっている模様。
最終話に至るまで、部員個々人の名前は明らかにされなかった（55話の高天ネット各高新体制お披露目会で名前が明らかにされそうな機会があったが、スルーされて文句を言っていた）。

### その他
大八木 かほる（おおやぎ かほる）
声 - 高木礼子
朔の母親。41歳。少々親バカで、ことあるごとに単身赴任中の夫に電話やメールをする。そのハイテンションぶりは、初対面の健康と正志が「誰かに似てる」と思った通り、美星に通ずるものがある。
明野 一臣（あけの かずおみ）
声 - 吉開清人
故人。美星の父。美星に星を見ることの素晴らしさを教えた人物。朔と美星が幼かった頃に、プラネタリウムへ連れて行ったことがある。
国立のT大の大学教授で、望の恩師でもあった。大学の天文サークルで顧問を務めており、学生と一緒になって活動するタイプで非常に慕われていたが、観測会の帰りに交通事故で他界した。その際、愛用の望遠鏡も壊れたが、無事だったアイピースは美星の形見となり、冬合宿で活躍した。
蒔田 美妃（まきた みき）
声 - 高垣彩陽
姫の姉。妹の髪を湿度計代わりにしていた。ミスキャンパス。
羽鳥 晴子（はとり はるこ）
声 - チャン・リーメイ
こども宇宙科学博物館の職員で、プラネタリウムの解説担当。年齢は「20代後半」を主張。美星と小夜とは顔見知り。
文化祭では、配置的に不利な天文部の展示室への「人の流れ」を作り、天文部の出しものへの入場者増に貢献した。
望に気があるようで、登場する度にアプローチを怠らない。ハンドルを握るとスピード狂と化す。天文に関する広い人脈を持つ。
江戸川 みく（えどがわ みく）
声 - 相川寿里
正志の2歳年下の妹。やや人見知りする。妹のれなにねだられ、蒼栄高校の文化祭に来た。
兄の事は軽蔑しており、ことある度に蹴り技で制裁を加えるが、朔には好意を抱いている描写がある。
進学を希望している高校はわからないが、両親は蒼栄に通って欲しいと思っている。
最終話で蒼栄に入学した描写がある。
江戸川 れな（えどがわ れな）
正志、みくの妹。まだ幼いながらも元気娘。
日佐壁 喜一（おさかべ きいち）
蒼栄高校地学部OB。現在はH大学理学部鉱物学科で院生をやっている。7歳年下の妹である笑を石猛者の道に引き込んだ。笑によると、ポ○じいさんのような人物で、石をこよなく愛し、休みともなればウエストバッグ片手に颯爽と出かけて行くとのこと。
表情の変化に乏しく、口数も少ないために実の母親すら意志の疎通に苦慮する妹の笑と、ほとんど言葉を交わすことなく通じ合う能力を持つ。その姿はナウシカと王蟲を彷彿とさせる。
回想も含めて登場シーンは何度かあったが、なぜか顔は最後まで描かれることはなかった。実際に会った小夜によれば、笑に似ているような似ていないような顔らしい。
藤村 節子（ふじむら せつこ）
はるきの母。子供たちがケンカ、というか姉たちがはるきをいじめているところを見ても暖かく見守っているおおらかな性格。
藤村 秋子（ふじむら あきこ）
はるきの姉にして藤村家の長女。にこやかな笑顔ではるきをこき使う。
藤村 小冬（ふじむら こふゆ）
はるきの姉にして藤村家の次女。セクシーお姉さん。天然ボケ系。
藤村 千夏（ふじむら ちなつ）
はるきの姉にして藤村家の三女。怒ると、はるきに関節技を掛ける。
木田（きだ）
声 - 吉開清人
望の大学の同期で同じ天文サークルに所属していた。当初は第14話の回想シーンに登場。当時のあだ名はロンゲ。放浪の旅に出てばかりいる望を「根無し草になる」と心配した。
第47話で望に連れられ朔たちの前に登場、西平の山で行われたオリオン座流星群観測の機材運搬の手伝いに来た。今はサラリーマン。妻あり。望が「ロンゲ」と紹介したため、頭に注目されてしまった。
名前が出たのは第47話であるため、アニメでは「ロンゲくん」の名でクレジットされている。
シュウ
本名不詳。子供会の少年。美星のことを「ちび美星」と呼ぶが、それは好意の裏返しと思われる描写がされている。第43話のお楽しみ会の劇でヘラクレスの従者（甥っ子）役を演じたが、思わず敵役のヒュドラーを演じた美星に味方してヘラクレス役の朔を攻撃、結果的にヘラクレスはヒュドラーに倒されてしまった。
第58話の寿満寺での二年参りにも登場。
高遠 美和子 (たかとお みわこ)
朔が中学2・3年生の時に福岡でクラスメイトだった女の子。引っ越しが多かったため、言葉遣いに方言が色々混ざっている。朔たちが高校2年生時の冬合宿で「イタリ・アン」というレストランに立ち寄った際に、そこでバイトしていたところ朔たち天文部と出会う。中学生の当時に朔の星に対する態度（星見氷河期）から星に興味が湧き、かじった程度の天文知識を持っている。海外転居の関係で就学が1年遅れているので、学年は同じでも朔より1つ年上。
金城（きんじょう）
朔が2年の修学旅行で沖縄に行った際の、1組のガイド。暑苦しい。
照屋（てるや）
朔が2年の修学旅行で沖縄に行った際の、2組のガイド。美人のため、1組の生徒も彼女について行ってしまった。

### おまけ
プラネたん
3巻のおつまみ4コマまんがに登場した、プラネタリウム投影機萌え擬人化キャラ。頭にピンホール式プラネタリウムを被った少女の姿。
頭部を光らせて星を投影できるが、投影すべきドームがないときはスカート部分が3mくらいの空調付き布張りドームに拡大し、念じるだけでドーム内に星を投影することができる。
ただし、ドーム内が暗転しないと、頂部はプラネたんのパンツ丸見え状態となってしまう。
第28話の冬合宿において、観測地に造られた雪像としてさりげなく登場している。
やまねこ座たん
カトリーヌもえ子、こと秋菜・作のやまねこ座萌え擬人化キャラ。
すっごく目がいいのが自慢のゴキゲンガールで、暗い場所では目が光る。
好きな食べ物は「なまにく」。
なお、類似キャラに南十字星たん、M57リング星雲たん、M33さんかく座銀河たんがいる。
マスカルポーネ
文化祭のフリーマーケットにて天文部が購入した鳥（?）のぬいぐるみ。
アニメでは別のものに代わっている。
アストロガール・マジカル☆みーちゃん
7巻に掲載されたウソ予告キャラ。
美星が北斗七星を象ったスティックを持った魔法少女を演じる、スピンオフ作品。
美星以外に小夜、姫、笑も魔法少女を演じる模様。
キャッチコピーは「北天全星図が泣いた!!! ――あなたにとどけ! 愛の流れ星…☆」
原案は、アニメで原口を演じた寺島拓篤。
こすぎのたん
小杉野市のゆるキャラ。54話、小杉野市ニコニコフォトコンテストのトロフィーとして登場。
トロフィーは部室で物かけになったが、姫には「かわいくない」と不評。

## 主な舞台
蒼栄高校（そうえいこうこう）
小杉野市にある朔や美星らが通う私立高校。活発な生徒が多く、文化祭は非常に盛り上がる。地学の授業がなく、存亡の危機にあった地学部を、美星たちが天文部として再出発させたところから物語が始まる。設備に関しては小夜曰く「なんちゃって私立」である。
小杉野市こども宇宙科学館（こすぎのしこどもうちゅうかがくかん）
プラネタリウムがあり、晴子が解説をしている。設置されている天体望遠鏡は20cmのクーデ式。
さいたま市青少年宇宙科学館がモデルになっている。
小杉野市立中央図書館
小杉野市にある公立図書館。閲覧に来た朔と文江が偶然にも二度に渡って出会い、悩みを相談するシーンがあった。さいたま市立東浦和図書館がモデルになっている。
小杉野駅
蒼栄高校および朔、美星、小夜の家もよりのJR駅で、待ち合わせ場所としてたびたび登場する。駅の周辺や外観などは埼玉県の北朝霞駅（および隣接する東武東上線朝霞台駅）、車両は同駅を通る武蔵野線で使用されていたオレンジ一色の車両が描かれている。
蒼流荘（そうりゅうそう）
蒼栄高校が所有する合宿所。福島県の猪苗代湖のほとりに建つ、リゾートペンション風のオシャレな建物。文芸部の夏合宿宿泊地。
蒼流館（そうりゅうかん）
蒼栄高校が所有する合宿所。蒼流荘のすぐ隣にある木造の古い建物で、ほとんど廃墟。天文部の夏合宿宿泊地。
寿満寺（じゅまんじ）
小夜の実家。コミュニティ重視で、普段から集会所を兼ねており、夏休みのラジオ体操、お寺にもかかわらずクリスマス会まで行なっている。高天ネットもその輪に加わり、二年参りなどに自然に集まるようにもなった。
長らく読み方の標記がなかったが、最終話でようやく明らかになった。
野木城高校（のぎしろこうこう）
西小針にある、設備の充実した私立高校。同校の天文部は県内高校天文ネットワークの中心となり、観測会を行なっている。校舎屋上のドームには20cm屈折望遠鏡が設置されている。この設備のモデルは駿台学園中学校・高等学校の天文台であり、アニメではクレジットがある。
i☆POP
ファミリーレストラン。天体望遠鏡の購入資金を得るため、蒼栄高校天文部メンバーがバイトをした。
シモン
アストロネイチャーショップ。蒼栄高校天文部が天体望遠鏡を購入した。オーナーは北落さん。店名及びオーナーの苗字はフォーマルハウトの中国名「北落師門」から取られた。
山の中駐車場
小杉野市から夜通しの高速道路利用で行ける、とある山中の駐車場。天体観測に優れた条件を有する場所で、多くの愛好者が集まる。晴子は“星猛者サンクチュアリ”と表現していた。マスメディアやインターネットでも広く話題を集めたキャシー・レヴィー彗星（作中の架空天体）接近の際には、一般の観望者も多く来ていた。蒼栄高校天文部における天体望遠鏡ファーストライトとなる同彗星観測の舞台となる。
野辺山宇宙電波観測所
蒼栄高校天文部を始め、高天ネット研磨会参加校がレクリエーションで訪れた、巨大な電波望遠鏡などを有する施設。
長野県南牧村に実在する電波天文台。
付近に所在する廃校（小学校）は改築され、合宿所や工作教室などを行う施設となっており、蒼栄高校天文部が参加した研磨会も行われた。
国立T大学
美星の父、一臣が理学部で教授として働いていた大学。また望と木田の出身大学であり、「日本の最高学府」のようである。美星と文江の所属大学。
赤菱森林公園
56-57話、朔が2年の冬休みに天文部の冬合宿を行なった、オートキャンプ場。
望の手配が出遅れたため、他の宿泊施設が取れなかった。
夏に運動部が鬼合宿で使うロッジで、キッチンどころかベッドもトイレもついておらず、地元の人にもムチャな合宿と言われた。
おばけの木
小杉野市の外れにあった巨木。幼少時の美星がこの木から落ちて骨折し、朔のトラウマの元となった。美星によると中学までは残っていたが、道路工事で切り倒され、朔の蒼栄高校入学時には既に姿を消していた。
59話で道路開通直前となった跡地が登場、朔と美星が二人で星見をした。

## 書誌情報

### 単行本（コミックス）
柏原麻実 『宙のまにまに』 講談社〈アフタヌーンKC〉、全10巻。『10巻限定版』は〈プレミアムKC〉
|                        | 初版発行日（発売日） | ISBNコード             |
| ---------------------- | -------------------- | ---------------------- |
| 宙のまにまに 1         | 2006年6月23日付      | ISBN 4-06-314417-8     |
| 宙のまにまに 2         | 2006年12月22日付     | ISBN 4-06-314439-9     |
| 宙のまにまに 3         | 2007年7月23日付      | ISBN 4-06-314461-5     |
| 宙のまにまに 4         | 2008年3月21日付      | ISBN 978-4-06-314495-6 |
| 宙のまにまに 5         | 2008年9月22日付      | ISBN 978-4-06-314528-1 |
| 宙のまにまに 6         | 2009年4月23日付      | ISBN 978-4-06-314560-1 |
| 宙のまにまに 7         | 2009年11月20日付     | ISBN 978-4-06-310607-7 |
| 宙のまにまに 8         | 2010年7月23日付      | ISBN 978-4-06-310679-4 |
| 宙のまにまに 9         | 2011年3月23日付      | ISBN 978-4-06-310737-1 |
| 宙のまにまに 10        | 2011年9月23日付      | ISBN 978-4-06-310777-7 |
| 宙のまにまに 10 限定版 | 2011年9月23日付      | ISBN 978-4-06-362194-5 |

おまけマンガや解説の他、カバー下の表紙には四季の星座図や88星座の結びといったイラストがある。

### 関連書籍
| タイトル                                            | 初版発行日（発売日） | ISBNコード             | 備考                                    |
| --------------------------------------------------- | -------------------- | ---------------------- | --------------------------------------- |
| 宙のまにまに 天体観察「超」入門 機材ゼロでも大丈夫! | 2009年8月21日付      | ISBN 978-4-06-364783-9 | 柏原麻実 著／アフタヌーン新書（講談社） |

## テレビアニメ
| 監督・脚本                      | 高松信司                                             |
| キャラクターデザイン 総作画監督 | 渡辺はじめ                                           |
| 美術監督                        | 根本邦明                                             |
| 美術デザイン                    | 谷内優穂                                             |
| カラーコーディネイト            | 海鋒重信                                             |
| 撮影監督                        | 斉藤仁                                               |
| 編集                            | 村井秀明、三宅圭貴                                   |
| 音響監督                        | 岩浪美和                                             |
| 音楽                            | CooRie、大久保薫                                     |
| ラインプロデューサー            | せきやまあきひろ                                     |
| プロデューサー                  | 古家知加子、田村洋一郎 山崎明日香、小谷哲子 櫻井優香 |
| アニメーション制作              | スタジオコメット                                     |
| 製作                            | 蒼栄高校天文部                                       |

2009年7月から9月にかけて、AT-Xおよび独立UHF各局にて放送（全12話）。ハイビジョン制作（一部放送局ではSD放送）。なお、テレビ埼玉を除く各局の放送開始日は7月7日（七夕）に統一された。
アニメ化の範囲は原作第1話から31話前半（笑、はるきの天文部訪問前）まで。基本的に原作通りだが、一部改変がある。星空の作画は通常のアニメではスパッタリングなどの手法により適当に星をちりばめることが多いが、本作では原作者の柏原麻実と制作スタッフが実際に天体観測を幾度も敢行して時間帯、方角、星の位置関係などを研究したという。加えて、アストロアーツの全面協力を得たことで、劇中で取り扱われる星空に限らず、背景イラストに及ぶまで手の込んだものとなっている。なおアストロアーツから発行されている『月刊星ナビ』は、作中で実在の天文雑誌として登場する他、誌面上で『宙のまにまに』の紹介が掲載されている。
本作のオープニングおよびエンディングで表示されるクレジットでは、各担当声優あるいはスタッフの名前の後にそれぞれの星座マークが付けられている。また、『銀魂』や『スクールランブル』といった高松信司監督作品で用いられている「提供画面でのハシラ文」の挿入がある。また、前述の『銀魂』で高松が声を演じているエリザベスが第8話に（一瞬だが）登場している。
アニメの放送前に発売された『月刊アフタヌーン』2009年8月号にて、原作者の柏原、監督の高松、朔役の前野、美星役の伊藤ら4名による対談およびアニメのプロモーション映像を収録した「TVアニメ『宙のまにまに』蒼栄高校天文部 入部案内DVD」が同誌に付属した。
なお声優の中には元々星好き、原作好きの人がおり、本作はそういった人々から注目されていた模様で、出演を喜んでいた声優も多い。また本作をきっかけに、星見にはまった人も多い模様。ちなみに、オープニングを歌った声優ユニット・スフィアのメンバーは、本作品中何らかの役で全員出演している。

### 主題歌
オープニングテーマ「Super Noisy Nova」（第1 - 12、12話エンディングテーマ）
作詞 - 畑亜貴 / 作曲 - rino / 編曲 - 虹音 / 歌 - スフィア
エンディングテーマ
「星屑のサラウンド」（第1 - 3、5 - 8、10 - 11、12話挿入歌）
作詞・作曲 - rino / 編曲 - 大久保薫 / 歌 - CooRie
「闇に咲く星のように」（第4話）
作詞・作曲 - rino / 編曲 - 大久保薫 / 歌 - CooRie
挿入歌「星のしずく」（第9話）
作詞・作曲 - rino / 編曲 - 大久保薫 / 歌 - CooRie

### 各話リスト
| 話数   | サブタイトル            | 絵コンテ        | 演出       | 作画監督        |
| ------ | ----------------------- | --------------- | ---------- | --------------- |
| 第1話  | 天文部へようこそ!       | 高松信司        | 吉村愛     | 原由美子        |
| 第2話  | ファーストスター        | 山本裕介        | 津田尚克   | 小泉初栄        |
| 第3話  | プラネタリウム          | 岡村正弘        | 岡村正弘   | 川島尚          |
| 第4話  | 夜明けまで              | 富沢信雄        | 小山田桂子 | 宍戸久美子      |
| 第5話  | 言葉の星                | 大脊戸聡        | 大脊戸聡   | 梶浦紳一郎      |
| 第6話  | よろしく                | 吉村愛          | 吉村愛     | 原由美子        |
| 第7話  | 月とキンモクセイ        | 森脇真琴        | 森脇真琴   | 湯川純 小田真弓 |
| 第8話  | イルミネイト グラウンド | 山本天志        | 津田尚克   | 小泉初栄        |
| 第9話  | 高校天文ネットワーク    | 岡村正弘        | 岡村正弘   | 川島尚          |
| 第10話 | いっしょに              | 富沢信雄        | 小山田桂子 | 宍戸久美子      |
| 第11話 | それは白い雪のように    | 大脊戸聡        | 大脊戸聡   | 梶浦紳一郎      |
| 第12話 | 星空ループ              | 吉村愛 高松信司 | 吉村愛     | 原由美子        |

DVD映像特典（テレビ未放映エピソード）
映像特典の存在は「提供画面でのハシラ文」において、簡単なあらすじと共に「別の話」（「えいぞうとくてん」のルビ付き）として告知されていた。
| 収録  | サブタイトル       | 絵コンテ | 演出     | 作画監督   |
| ----- | ------------------ | -------- | -------- | ---------- |
| Vol.1 | サマーメモリーズ   | 高松信司 | 高松信司 | 渡辺はじめ |
| Vol.3 | 流星ディスタンス   | 高松信司 | 高松信司 | 渡辺はじめ |
| Vol.5 | トゥインクルスター | 高松信司 | 高松信司 | 渡辺はじめ |

### 放送局
| 放送地域 | 放送局     | 放送期間                | 放送日時           | 放送区分       | 備考                                                  |
| -------- | ---------- | ----------------------- | ------------------ | -------------- | ----------------------------------------------------- |
| 日本全国 | AT-X       | 2009年7月7日 - 9月22日  | 火曜 10:30 - 11:00 | CSチャンネル   | 製作委員会参加 リピート放送あり                       |
| 千葉県   | チバテレビ | 2009年7月7日 - 9月22日  | 火曜 25:00 - 25:30 | 独立UHF局      |                                                       |
| 愛知県   | テレビ愛知 | 2009年7月7日 - 9月22日  | 火曜 25:58 - 26:28 | テレビ東京系列 | ハイビジョン放送 オープニング映像等の一部差し替えあり |
| 東京都   | TOKYO MX   | 2009年7月7日 - 9月22日  | 火曜 26:00 - 26:30 | 独立UHF局      | ハイビジョン放送 同局制作の情報番組で番宣あり         |
| 兵庫県   | サンテレビ | 2009年7月7日 - 9月22日  | 火曜 26:10 - 26:40 | 独立UHF局      | 額縁放送                                              |
| 埼玉県   | テレ玉     | 2009年7月11日 - 9月26日 | 土曜 25:30 - 26:00 | 独立UHF局      | 4日遅れ                                               |

### DVD
- 製造元：ポニーキャニオン
- 発売元：マーベラスエンターテイメント
- 販売元：ソニー・ピクチャーズ エンタテインメント

| 巻数  | 発売日         | 品番                                      | 収録エピソード                                                                                        |
| ----- | -------------- | ----------------------------------------- | --- |
| Vol.1 | 2009年9月2日   | 初回限定版：MJBD-70836 通常版：MJBD-70811 | 第1話「天文部へようこそ!」／第2話「ファーストスター」 DVDオリジナルアニメーション「サマーメモリーズ」 |
| Vol.2 | 2009年9月25日  | 初回限定版：MJBD-70837 通常版：MJBD-70812 | 第3話「プラネタリウム」／第4話「夜明けまで」                                                          |
| Vol.3 | 2009年10月21日 | 初回限定版：MJBD-70838 通常版：MJBD-70813 | 第5話「言葉の星」／第6話「よろしく」 DVDオリジナルアニメーション「流星ディスタンス」                  |
| Vol.4 | 2009年11月25日 | 初回限定版：MJBD-70839 通常版：MJBD-70814 | 第7話「月とキンモクセイ」／第8話「イルミネイト グラウンド」                                           |
| Vol.5 | 2009年12月16日 | 初回限定版：MJBD-70840 通常版：MJBD-70815 | 第9話「高校天文ネットワーク」／第10話「いっしょに」 DVDオリジナルアニメーション「トゥインクルスター」 |
| Vol.6 | 2010年1月20日  | 初回限定版：MJBD-70841 通常版：MJBD-70816 | 第11話「それは白い雪のように」／第12話「星空ループ」                                                  |

Vol.1、Vol.3、Vol.5 の DVDオリジナルアニメーションは、各初回限定版のみに収録。

### BD-BOX
2010年9月29日発売 (MJBD-40049)。全12話に加え、DVD初回限定版に収録されたOVA全3話を収録。

### 関連CD
- 発売元：ランティス（Glory Heaven、Mellow Head）
- 販売元：ソニー・ミュージックディストリビューション、ジェネオン・ユニバーサル・エンターテイメント

| タイトル                                                  | アーティスト | リリース      |
| --------------------------------------------------------- | --- | ------------- |
| Super Noisy Nova                                          | スフィア | 2009年7月29日 |
| 星屑のサラウンド                                          | CooRie | 2009年8月26日 |
| 宙のまにまに キャラクターソング&挿入歌集 星空とハルモニア | 大八木朔（前野智昭）、明野美星（伊藤かな恵）、 蒔田姫（戸松遥）、矢来小夜（早見沙織）、 江戸川正志（高木礼子）、路万健康（間島淳司）、 琴塚文江（小清水亜美）、CooRie | 2009年9月30日 |
| 宙のまにまに オリジナルサウンドトラック                   | CooRie | 2009年10月7日 |

| AT-X 火曜10時30分枠 | AT-X 火曜10時30分枠 | AT-X 火曜10時30分枠 |
| 前番組              | 番組名              | 次番組              |
| ------------------- | ------------------- | ------------------- |
| 夜桜四重奏          | 宙のまにまに        | さよなら絶望先生    |

## ラジオ
TVアニメ『宙のまにまに』Webラジオ『宙のまにまに☆放送室』として、テレビアニメ公式サイト内で2009年6月30日から2009年9月29日まで隔週火曜日更新で配信された。全8回。2009年10月31日をもって、バックナンバーの配信も終了した。
また、DVD初回版限定では、ラジオCD『宙のまにまに☆放送室』DVD出張版!として収録されている。
パーソナリティ
- 伊藤かな恵（明野美星役）
- 早見沙織（矢来小夜役）

内容
番組では毎回、星を象った「星のおやつ」が登場する。
オープニング前に、美星と小夜（およびゲスト）によるショートドラマが展開される。
コーナー
星にまつわる話
星にまつわるふつおたを募集し、紹介する。
星にまつわらない話
星にまつわらないふつおたやアニメの感想などを募集し、紹介する。
『宙まに』スター川柳
星にまつわる川柳を募集し、紹介する。
DVD出張版でも行われた。
『宙まに』星の早口言葉
星にまつわる早口言葉を募集し、パーソナリティーの2人が挑戦する。
DVD出張版でも行われた。
伊藤かな恵の 星を知ってスターになろう!
星をはじめとする天文学のクイズに答え、知識を身に付けていくコーナー。
途中から「伊藤かな恵」の名を冠するようになった。なお、第6回では「早見沙織の 星を知ってスターになろう!」となった。
『宙のまにまに』どれだけ覚えてる? お絵描きのコーナー
DVD出張版で行われたコーナー。記憶を頼りに作品の登場キャラクターを描くことに挑戦。
ゲスト
- #3・#4 - 間島淳司（路万健康役）
- #7・#8 - 前野智昭（大八木朔役）